# 1982-es NHL-draft
Az 1982-es NHL-draftot a kanadai Montréalban a Montréal Forumban tartották meg. Ez volt a 20. draft.

## A draft
|  | = NHL All-Star |  |  | = A Jégkorong Hírességek Csarnokának a tagja |

### Első kör
| #  | Játékos         | Poszt       | Nemzetiség                | NHL-csapat            | Egyetem/junior/klub csapat      |
| -- | --------------- | ----------- | ------------------------- | --------------------- | ------------------------------- |
| 1  | Gord Kluzak     | Védő        | Kanada                    | Boston Bruins         | Billings Bighorns (WHL)         |
| 2  | Brian Bellows   | Jobb szélső | Kanada                    | Minnesota North Stars | Kitchener Rangers (OHL)         |
| 3  | Gary Nylund     | Védő        | Kanada                    | Toronto Maple Leafs   | Portland Winter Hawks (WHL)     |
| 4  | Ron Sutter      | Center      | Kanada                    | Philadelphia Flyers   | Lethbridge Broncos (WHL)        |
| 5  | Scott Stevens   | Védő        | Kanada                    | Washington Capitals   | Kitchener Rangers (OHL)         |
| 6  | Phil Housley    | Védő        | Amerikai Egyesült Államok | Buffalo Sabres        | South St. Paul H.S. (USHS - MN) |
| 7  | Ken Yaremchuk   | Center      | Kanada                    | Chicago Black Hawks   | Portland Winter Hawks (WHL)     |
| 8  | Rocky Trottier  | Center      | Kanada                    | New Jersey Devils     | Billings Bighorns (WHL)         |
| 9  | Paul Cyr        | Bal szélső  | Kanada                    | Buffalo Sabres        | Victoria Cougars (WHL)          |
| 10 | Rich Sutter     | Jobb szélső | Kanada                    | Pittsburgh Penguins   | Lethbridge Broncos (WHL)        |
| 11 | Michel Petit    | Védő        | Kanada                    | Vancouver Canucks     | Sherbrooke Castors (QMJHL)      |
| 12 | Jim Kyte        | Védő        | Kanada                    | Winnipeg Jets         | Cornwall Royals (OHL)           |
| 13 | David Shaw      | Védő        | Kanada                    | Quebec Nordiques      | Kitchener Rangers (OHL)         |
| 14 | Paul Lawless    | Bal szélső  | Kanada                    | Hartford Whalers      | Windsor Spitfires (OHL)         |
| 15 | Chris Kontos    | Center      | Kanada                    | New York Rangers      | Toronto Marlboros (OHL)         |
| 16 | Dave Andreychuk | Center      | Kanada                    | Buffalo Sabres        | Oshawa Generals (OHL)           |
| 17 | Murray Craven   | Center      | Kanada                    | Detroit Red Wings     | Medicine Hat Tigers (WHL)       |
| 18 | Ken Daneyko     | Védő        | Kanada                    | New Jersey Devils     | Seattle Breakers (WHL)          |
| 19 | Alain Héroux    | Bal szélső  | Kanada                    | Montréal Canadiens    | Chicoutimi Saguenéens (QMJHL)   |
| 20 | Jim Playfair    | Védő        | Kanada                    | Edmonton Oilers       | Portland Winter Hawks (WHL)     |
| 21 | Patrick Flatley | Jobb szélső | Kanada                    | New York Islanders    | University of Wisconsin (WCHA)  |
|    |                 |             |                           |                       |                                 |

### Második kör
| #  | Játékos          | Poszt       | Nemzetiség                | NHL-csapat          | Egyetem/junior/klub csapat           |
| -- | ---------------- | ----------- | ------------------------- | ------------------- | ------------------------------------ |
| 22 | Brian Curran     | Védő        | Kanada                    | Boston Bruins       | Portland Winter Hawks (WHL)          |
| 23 | Yves Courteau    | Jobb szélső | Kanada                    | Detroit Red Wings   | Laval Voisins (QMJHL)                |
| 24 | Gary Leeman      | Védő        | Kanada                    | Toronto Maple Leafs | Regina Pats (WHL)                    |
| 25 | Peter Ihnačák    | Center      | Csehszlovákia             | Toronto Maple Leafs | Sparta Prága (Csehszlovák Extraliga) |
| 26 | Mike Anderson    | Center      | Amerikai Egyesült Államok | Buffalo Sabres      | North St. Paul High School (USHS-MN) |
| 27 | Mike Heidt       | Védő        | Kanada                    | Los Angeles Kings   | Calgary Wranglers (WHL)              |
| 28 | René Badeau      | Védő        | Kanada                    | Chicago Black Hawks | Québec Remparts (QMJHL)              |
| 29 | Dave Reierson    | Védő        | Kanada                    | Calgary Flames      | Prince Albert Raiders (SJHL)         |
| 30 | Jens Johansson   | Védő        | Svédország                | Buffalo Sabres      | Piteå HC (Elitserien)                |
| 31 | Jocelyn Gauvreau | Védő        | Kanada                    | Montréal Canadiens  | Granby Bisons (QMJHL)                |
| 32 | Kent Carlson     | Védő        | Amerikai Egyesült Államok | Montréal Canadiens  | St. Lawrence University (ECAC)       |
| 33 | David Maley      | Bal szélső  | Amerikai Egyesült Államok | Montréal Canadiens  | Edina High School (USHS-MN)          |
| 34 | Paul Gillis      | Center      | Kanada                    | Quebec Nordiques    | Niagara Falls Flyers (OHL)           |
| 35 | Mark Paterson    | Védő        | Kanada                    | Hartford Whalers    | Ottawa 67's (OHL)                    |
| 36 | Tomas Sandström  | Jobb szélső | Svédország                | New York Rangers    | Fagersta HC (HockeyAllsvenskan)      |
| 37 | Richard Kromm    | Bal szélső  | Kanada                    | Calgary Flames      | Portland Winter Hawks (WHL)          |
| 38 | Tim Hrynewich    | Bal szélső  | Kanada                    | Pittsburgh Penguins | Sudbury Wolves (OHL)                 |
| 39 | Lyndon Byers     | Jobb szélső | Kanada                    | Boston Bruins       | Regina Pats (WHL)                    |
| 40 | Scott Sandelin   | Védő        | Amerikai Egyesült Államok | Montréal Canadiens  | Hibbing High School (USHS-MN)        |
| 41 | Steve Graves     | Bal szélső  | Kanada                    | Edmonton Oilers     | Sault Ste. Marie Greyhounds (OHL)    |
| 42 | Vernon Smith     | Védő        | Kanada                    | New York Islanders  | Lethbridge Broncos (WHL)             |
|    |                  |             |                           |                     |                                      |

### Harmadik kör
| #  | Játékos         | Poszt       | Nemzetiség                | NHL-csapat            | Egyetem/junior/klub csapat                  |
| -- | --------------- | ----------- | ------------------------- | --------------------- | ------------------------------------------- |
| 43 | Pat Verbeek     | Center      | Kanada                    | New Jersey Devils     | Sudbury Wolves (OHL)                        |
| 44 | Carmine Vani    | Bal szélső  | Kanada                    | Detroit Red Wings     | Kingston Canadians (OHL)                    |
| 45 | Ken Wregget     | Kapus       | Kanada                    | Toronto Maple Leafs   | Lethbridge Broncos (WHL)                    |
| 46 | Miroslav Dvořák | Védő        | Csehszlovákia             | Philadelphia Flyers   | HC České Budějovice (Csehszlovák Extraliga) |
| 47 | Bill Campbell   | Védő        | Kanada                    | Philadelphia Flyers   | Montréal Juniors (QMJHL)                    |
| 48 | Steve Seguin    | Jobb szélső | Kanada                    | Los Angeles Kings     | Kingston Canadians (OHL)                    |
| 49 | Tom McMurchy    | Jobb szélső | Kanada                    | Chicago Black Hawks   | Brandon Wheat Kings (WHL)                   |
| 50 | Mike Posavad    | Védő        | Kanada                    | St. Louis Blues       | Peterborough Petes (OHL)                    |
| 51 | Jim Laing       | Védő        | Amerikai Egyesült Államok | Calgary Flames        | Clarkson University (ECAC)                  |
| 52 | Troy Loney      | Bal szélső  | Kanada                    | Pittsburgh Penguins   | Lethbridge Broncos (WHL)                    |
| 53 | Yves Lapointe   | Bal szélső  | Kanada                    | Vancouver Canucks     | Shawinigan Cataractes (QMJHL)               |
| 54 | Dave Kasper     | Center      | Kanada                    | New Jersey Devils     | Sherbrooke Castors (QMJHL)                  |
| 55 | Mario Gosselin  | Kapus       | Kanada                    | Quebec Nordiques      | Shawinigan Cataractes (QMJHL)               |
| 56 | Kevin Dineen    | Jobb szélső | Kanada                    | Hartford Whalers      | University of Denver (WCHA)                 |
| 57 | Corey Millen    | Center      | Amerikai Egyesült Államok | New York Rangers      | Cloquet High School (USHS-MN)               |
| 58 | Milan Nový      | Center      | Csehszlovákia             | Washington Capitals   | HC Kladno (Csehszlovák Extraliga)           |
| 59 | Wally Chapman   | Center      | Amerikai Egyesült Államok | Minnesota North Stars | Edina High School (USHS-MN)                 |
| 60 | Dave Reid       | Bal szélső  | Kanada                    | Boston Bruins         | Peterborough Petes (OHL)                    |
| 61 | Scott Harlow    | Bal szélső  | Amerikai Egyesült Államok | Montréal Canadiens    | East Bridgewater High School (USHS-MA)      |
| 62 | Brent Loney     | Bal szélső  | Kanada                    | Edmonton Oilers       | Cornwall Royals (OHL)                       |
| 63 | Garry Lacey     | Bal szélső  | Kanada                    | New York Islanders    | Toronto Marlboros (OHL)                     |
|    |                 |             |                           |                       |                                             |

### Negyedik kör
| #  | Játékos          | Poszt       | Nemzetiség                | NHL-csapat            | Egyetem/junior/klub csapat                  |
| -- | ---------------- | ----------- | ------------------------- | --------------------- | ------------------------------------------- |
| 64 | Dave Gans        | Center      | Kanada                    | Los Angeles Kings     | Oshawa Generals (OHL)                       |
| 65 | Dave Meszaros    | Kapus       | Kanada                    | Calgary Flames        | Toronto Marlboros (OHL)                     |
| 66 | Craig Coxe       | Center      | Amerikai Egyesült Államok | Detroit Red Wings     | St. Albert Saints (AJHL)                    |
| 67 | Ulf Samuelsson   | Védő        | Svédország                | Hartford Whalers      | Leksand IF (Elitserien)                     |
| 68 | Timo Jutila      | Védő        | Finnország                | Buffalo Sabres        | Tampere Tappara (SM-liiga)                  |
| 69 | John DeVoe       | Jobb szélső | Amerikai Egyesült Államok | Montréal Canadiens    | Edina High School (USHS-MN)                 |
| 70 | Bill Watson      | Jobb szélső | Kanada                    | Chicago Black Hawks   | Prince Albert Raiders (SJHL)                |
| 71 | Shawn Kilroy     | Kapus       | Kanada                    | Vancouver Canucks     | Peterborough Petes (OHL)                    |
| 72 | Mark Lamb        | Bal szélső  | Kanada                    | Calgary Flames        | Billings Bighorns (WHL)                     |
| 73 | Vladimír Růžička | Center      | Csehszlovákia             | Toronto Maple Leafs   | HC Litvínov (Csehszlovák Extraliga)         |
| 74 | Tom Martin       | Bal szélső  | Kanada                    | Winnipeg Jets         | Kelowna Buckaroos (BCJHL)                   |
| 75 | Daved Ellett     | Védő        | Amerikai Egyesült Államok | Winnipeg Jets         | Ottawa 67's (OHL)                           |
| 76 | Jiří Lála        | Jobb szélső | Csehszlovákia             | Quebec Nordiques      | HC Jihlava (Csehszlovák Extraliga)          |
| 77 | Michael Hjalm    | Bal szélső  | Svédország                | Philadelphia Flyers   | Modo Hockey (Elitserien)                    |
| 78 | Chris Jensen     | Jobb szélső | Kanada                    | New York Rangers      | Kelowna Buckaroos (BCJHL)                   |
| 79 | Jeff Hamilton    | Center      | Kanada                    | Buffalo Sabres        | Providence College (ECAC)                   |
| 80 | Bob Rouse        | Védő        | Kanada                    | Minnesota North Stars | Billings Bighorns (WHL)                     |
| 81 | Dušan Pašek      | Center      | Csehszlovákia             | Minnesota North Stars | HC Bratislava (Csehszlovák Extraliga)       |
| 82 | Dave Ross        | Kapus       | Kanada                    | Los Angeles Kings     | Seattle Breakers (WHL)                      |
| 83 | Jaroslav Pouzar  | Bal szélső  | Csehszlovákia             | Edmonton Oilers       | HC České Budějovice (Csehszlovák Extraliga) |
| 84 | Alan Kerr        | Bal szélső  | Kanada                    | New York Islanders    | Seattle Breakers (WHL)                      |
|    |                  |             |                           |                       |                                             |

### Ötödik kör
| #   | Játékos          | Poszt      | Nemzetiség                | NHL-csapat            | Egyetem/junior/klub csapat         |
| --- | ---------------- | ---------- | ------------------------- | --------------------- | ---------------------------------- |
| 85  | Scott Brydges    | Védő       | Amerikai Egyesült Államok | New Jersey Devils     | Mariner Minnesota H.S.             |
| 86  | Brad Shaw        | Védő       | Kanada                    | Detroit Red Wings     | Ottawa (OHL)                       |
| 87  | Eduard Uvíra     | Védő       | Csehszlovákia             | Toronto Maple Leafs   | Jihlava (Csehszlovákia)            |
| 88  | Ray Ferraro      | Center     | Kanada                    | Hartford Whalers      | Penticton (BCJHL)                  |
| 89  | Dean Evason      | Center     | Kanada                    | Washington Capitals   | Kamloops (WHL)                     |
| 90  | Darcy Roy        | Bal szélső | Kanada                    | Los Angeles Kings     | Ottawa (OHL)                       |
| 91  | Brad Beck        | Védő       | Kanada                    | Chicago Black Hawks   | Penticton (BCJHL)                  |
| 92  | Scott Machej     | Bal szélső | Kanada                    | St. Louis Blues       | Calgary Flames (WHL)               |
| 93  | Lou Kiriakou     | Védő       | Kanada                    | Calgary Flames        | Toronto (OHL)                      |
| 94  | Grant Sasser     | Center     | Amerikai Egyesült Államok | Pittsburgh Penguins   | Portland (WHL)                     |
| 95  | Ulf Isaksson     | Bal szélső | Svédország                | Los Angeles Kings     | Solna (Svédország)                 |
| 96  | Tim Mishler      | Center     | Amerikai Egyesült Államok | Winnipeg Jets         | E. Grand Forks Minnesota H.S.      |
| 97  | Phil Stanger     | Védő       | Kanada                    | Quebec Nordiques      | Seattle (WHL)                      |
| 98  | Todd Bergen      | Center     | Kanada                    | Philadelphia Flyers   | Prince Albert (SJHL)               |
| 99  | Sylvain Charland | Bal szélső | Kanada                    | Toronto Maple Leafs   | Shawinigan (QMJHL)                 |
| 100 | Bob Logan        | Bal szélső | Kanada                    | Buffalo Sabres        | Montréal West Island (Quebec Jr.A) |
| 101 | Marty Wiitala    | Center     | Amerikai Egyesült Államok | Minnesota North Stars | Superior Wisconsin H.S.            |
| 102 | Bob Nicholson    | Védő       | Kanada                    | Boston Bruins         | London (OHL)                       |
| 103 | Kevin Houle      | Bal szélső | Amerikai Egyesült Államok | Montréal Canadiens    | Acton-Boxborough Mass. H.S.        |
| 104 | Dwayne Boettger  | Védő       | Kanada                    | Edmonton Oilers       | Toronto (OHL)                      |
| 105 | Rene Breton      | Center     | Kanada                    | New York Islanders    | Granby (QMJHL)                     |
|     |                  |            |                           |                       |                                    |

### Hatodik kör
| #   | Játékos          | Poszt       | Nemzetiség                | NHL-csapat            | Egyetem/junior/klub csapat    |
| --- | ---------------- | ----------- | ------------------------- | --------------------- | ----------------------------- |
| 106 | Mike Moher       | Jobb szélső | Kanada                    | New Jersey Devils     | Kitchener (OHL)               |
| 107 | Claude Vilgrain  | Center      | Kanada                    | Detroit Red Wings     | Laval (QMJHL)                 |
| 108 | Ron Dreger       | Bal szélső  | Kanada                    | Toronto Maple Leafs   | Saskatoon (WHL)               |
| 109 | Randy Gilhen     | Bal szélső  | Kanada                    | Hartford Whalers      | Winnipeg Jets (WHL)           |
| 110 | Ed Kastelic      | Jobb szélső | Kanada                    | Washington Capitals   | London (OHL)                  |
| 111 | Jeff Parker      | Védő        | Amerikai Egyesült Államok | Buffalo Sabres        | Mariner Minnesota H.S.        |
| 112 | Mark Hatcher     | Védő        | Amerikai Egyesült Államok | Chicago Black Hawks   | Niagara Falls (OHL)           |
| 113 | Perry Ganchar    | Jobb szélső | Kanada                    | St. Louis Blues       | Saskatoon (WHL)               |
| 114 | Jeff Vaive       | Center      | Kanada                    | Calgary Flames        | Ottawa (OHL)                  |
| 115 | Craig Kales      | Jobb szélső | Amerikai Egyesült Államok | Toronto Maple Leafs   | Niagara Falls (OHL)           |
| 116 | Taylor Hall      | Jobb szélső | Kanada                    | Vancouver Canucks     | Regina (WHL)                  |
| 117 | Ernie Vargas     | Center      | Amerikai Egyesült Államok | Montréal Canadiens    | Coon Rapids Minnesota H.S.    |
| 118 | Mats Kihlstrom   | Védő        | Svédország                | Calgary Flames        | Sodertalje Sweden             |
| 119 | Ron Hextall      | Kapus       | Kanada                    | Philadelphia Flyers   | Brandon (WHL)                 |
| 120 | Tony Granato     | Center      | Amerikai Egyesült Államok | New York Rangers      | Northwood New York H.S.       |
| 121 | Jakob Gustavsson | Kapus       | Svédország                | Buffalo Sabres        | Almtuna Sweden                |
| 122 | Todd Carlile     | Védő        | Amerikai Egyesült Államok | Minnesota North Stars | North St. Paul Minnesota H.S. |
| 123 | Bob Sweeney      | Center      | Amerikai Egyesült Államok | Boston Bruins         | Acton-Boxborough Mass. H.S.   |
| 124 | Mike Dark        | Védő        | Kanada                    | Montréal Canadiens    | Sarnia (Ontario Jr. B)        |
| 125 | Raimo Summanen   | Bal szélső  | Finnország                | Edmonton Oilers       | Lahti (Finnország)            |
| 126 | Roger Kortko     | Center      | Kanada                    | New York Islanders    | Saskatoon (WHL)               |
|     |                  |             |                           |                       |                               |

### Hetedik kör
| #   | Játékos           | Poszt       | Nemzetiség  | NHL-csapat            | Egyetem/junior/klub csapat    |
| --- | ----------------- | ----------- | ----------- | --------------------- | ----------------------------- |
| 127 | Paul Fulcher      | Bal szélső  | CAN         | New Jersey Devils     | London (OHL)                  |
| 128 | Greg Hudas        | Védő        | USA         | Detroit Red Wings     | Redford (NAJHL)               |
| 129 | Dom Campedelli    | Védő        | USA         | Toronto Maple Leafs   | Cohasset Mass. H.S.           |
| 130 | Jim Johannson     | Center      | USA         | Hartford Whalers      | Rochester Mayo Minnesota H.S. |
| 131 | Daniel Poudrier   | Védő        | CAN         | Quebec Nordiques      | Shawinigan (QMJHL)            |
| 132 | Viktor Necsajev   | Center      | Szovjetunió | Los Angeles Kings     | Leningrad Izhorets (USSR)     |
| 133 | Jay Ness          | Védő        | USA         | Chicago Black Hawks   | Roseau Minnesota H.S.         |
| 134 | Doug Gilmour      | Center      | CAN         | St. Louis Blues       | Cornwall (OHL)                |
| 135 | Brad Ramsden      | Jobb szélső | CAN         | Calgary Flames        | Peterborough (OHL)            |
| 136 | Grant Couture     | Védő        | CAN         | Pittsburgh Penguins   | Lethbridge (WHL)              |
| 137 | Parie Proft       | Védő        | CAN         | Vancouver Canucks     | Calgary Flames (WHL)          |
| 138 | Derek Ray         | Jobb szélső | USA         | Winnipeg Jets         | Seattle U.S. Junior B         |
| 139 | Jeff Triano       | Védő        | CAN         | Toronto Maple Leafs   | Toronto (OHL)                 |
| 140 | Dave Brown        | Jobb szélső | CAN         | Philadelphia Flyers   | Saskatoon (WHL)               |
| 141 | Szergej Kapustyin | Bal szélső  | Szovjetunió | New York Rangers      | Spartak Moszkva (USSR)        |
| 142 | Allen Bishop      | Védő        | CAN         | Buffalo Sabres        | Niagara Falls (OHL)           |
| 143 | Viktor Zsluktov   | Bal szélső  | Szovjetunió | Minnesota North Stars | CSKA Moszkva (USSR)           |
| 144 | John Meulenbroeks | Védő        | CAN         | Boston Bruins         | Brantford (OHL)               |
| 145 | Hannu Järvenpää   | Jobb szélső | FIN         | Montréal Canadiens    | Oulu (Finnország)             |
| 146 | Brian Small       | Jobb szélső | CAN         | Edmonton Oilers       | Ottawa (OHL)                  |
| 147 | John Tiano        | Center      | USA         | New York Islanders    | Winthrop Mass. H.S.           |
|     |                   |             |             |                       |                               |

### Nyolcadik kör
| #   | Játékos           | Poszt       | Nemzetiség | NHL-csapat            | Egyetem/junior/klub csapat        |
| --- | ----------------- | ----------- | ---------- | --------------------- | --------------------------------- |
| 148 | John Hutchings    | Védő        | CAN        | New Jersey Devils     | Oshawa (OHL)                      |
| 149 | Pat Lahey         | Center      | CAN        | Detroit Red Wings     | Windsor (OHL)                     |
| 150 | Steve Smith       | Védő        | USA        | Montréal Canadiens    | St. Lawrence (ECAC)               |
| 151 | Mickey Krampotich | Center      | USA        | Hartford Whalers      | Hibbing Minnesota H.S.            |
| 152 | Wally Schreiber   | Jobb szélső | CAN        | Washington Capitals   | Regina (WHL)                      |
| 153 | Peter Helander    | Védő        | SWE        | Los Angeles Kings     | Skelleftea (Svédország)           |
| 154 | Jeff Smith        | Bal szélső  | CAN        | Chicago Black Hawks   | London (OHL)                      |
| 155 | Chris Delaney     | Bal szélső  | USA        | St. Louis Blues       | Boston College (ECAC)             |
| 156 | Roy Myllari       | Védő        | CAN        | Calgary Flames        | Cornwall (OHL)                    |
| 157 | Peter Derksen     | Bal szélső  | CAN        | Pittsburgh Penguins   | Portland (WHL)                    |
| 158 | Newell Brown      | Center      | CAN        | Vancouver Canucks     | Michigan State (CCHA)             |
| 159 | Guy Gosselin      | Védő        | USA        | Winnipeg Jets         | Rochester Marshall Minnesota H.S. |
| 160 | Brian Glynn       | Center      | USA        | New York Rangers      | Buffalo (NAJHL)                   |
| 161 | Alain Lavigne     | Jobb szélső | CAN        | Philadelphia Flyers   | Shawinigan (QMJHL)                |
| 162 | Jan Karlsson      | Védő        | SWE        | New York Rangers      | Kiruna (Svédország)               |
| 163 | Claude Verret     | Center      | CAN        | Buffalo Sabres        | Trois-Rivieres (QMJHL)            |
| 164 | Paul Miller       | Védő        | USA        | Minnesota North Stars | Crookston Minnesota H.S.          |
| 165 | Tony Fiore        | Center      | CAN        | Boston Bruins         | Montréal (QMJHL)                  |
| 166 | Tom Kolioupoulos  | Jobb szélső | USA        | Montréal Canadiens    | Fraser Michigan H.S.              |
| 167 | Dean Clark        | Védő        | CAN        | Edmonton Oilers       | St. Albert (AJHL)                 |
| 168 | Todd Okerlund     | Jobb szélső | USA        | New York Islanders    | Burnsville Minnesota H.S.         |
|     |                   |             |            |                       |                                   |

### Kilencedik kör
| #   | Játékos          | Poszt       | Nemzetiség | NHL-csapat            | Egyetem/junior/klub csapat       |
| --- | ---------------- | ----------- | ---------- | --------------------- | -------------------------------- |
| 169 | Alan Hepple      | Védő        | GBR        | New Jersey Devils     | Ottawa (OHL)                     |
| 170 | Gary Cullen      | Center      | CAN        | Detroit Red Wings     | Cornell (ECAC)                   |
| 171 | Miroslav Ihnacák | Jobb szélső | SVK        | Toronto Maple Leafs   | Košice (Csehszlovákia)           |
| 172 | Kevin Skilliter  | Védő        | CAN        | Hartford Whalers      | Cornwall (OHL)                   |
| 173 | Jamie Reeve      | Kapus       | CAN        | Washington Capitals   | Saskatoon (SJHL)                 |
| 174 | Dave Chartier    | Védő        | CAN        | Los Angeles Kings     | Saskatoon (WHL)                  |
| 175 | Phil Patterson   | Jobb szélső | CAN        | Chicago Black Hawks   | Ottawa (OHL)                     |
| 176 | Matt Christensen | Center      | USA        | St. Louis Blues       | Aurora-Hoyt Lakes Minnesota H.S. |
| 177 | Ted Pearson      | Bal szélső  | CAN        | Calgary Flames        | Wisconsin (WCHA)                 |
| 178 | Greg Gravel      | Center      | CAN        | Pittsburgh Penguins   | Windsor (OHL)                    |
| 179 | Don McLaren      | Jobb szélső | CAN        | Vancouver Canucks     | Ottawa (OHL)                     |
| 180 | Tom Ward         | Védő        | USA        | Winnipeg Jets         | Richfield Minnesota H.S.         |
| 181 | Mike Hough       | Bal szélső  | CAN        | Quebec Nordiques      | Kitchener (OHL)                  |
| 182 | Magnus Roupé     | Bal szélső  | SWE        | Philadelphia Flyers   | Karlstad (Svédország)            |
| 183 | Kelly Miller     | Bal szélső  | USA        | New York Rangers      | Michigan State (CCHA)            |
| 184 | Rob Norman       | Jobb szélső | CAN        | Buffalo Sabres        | Cornwall (OHL)                   |
| 185 | Pat Micheletti   | Center      | USA        | Minnesota North Stars | Hibbing Minnesota H.S.           |
| 186 | Doug Kostynski   | Center      | CAN        | Boston Bruins         | Kamloops (WHL)                   |
| 187 | Brian Williams   | Center      | USA        | Montréal Canadiens    | Sioux City (USHL)                |
| 188 | Ian Wood         | Kapus       | GBR        | Edmonton Oilers       | Penticton (BCJHL)                |
| 189 | Gord Paddock     | Védő        | CAN        | New York Islanders    | Saskatoon (WHL)                  |
|     |                  |             |            |                       |                                  |

### Tizedik kör
| #   | Játékos          | Poszt       | Nemzetiség | NHL-csapat            | Egyetem/junior/klub csapat   |
| --- | ---------------- | ----------- | ---------- | --------------------- | ---------------------------- |
| 190 | Brent Shaw       | Jobb szélső | CAN        | New Jersey Devils     | Seattle (WHL)                |
| 191 | Brent Meckling   | Védő        | CAN        | Detroit Red Wings     | Calgary Flames (AJHL)        |
| 192 | Leigh Verstraete | Jobb szélső | CAN        | Toronto Maple Leafs   | Calgary Flames (WHL)         |
| 193 | Simo Saarinen    | Védő        | FIN        | New York Rangers      | Helsinki IFK (Finnország)    |
| 194 | Juha Nurmi       | Center      | FIN        | Washington Capitals   | Tampere Tappara (Finnország) |
| 195 | John Franzosa    | Kapus       | USA        | Los Angeles Kings     | Brown (ECAC)                 |
| 196 | Jim Camazzola    | Bal szélső  | CAN        | Chicago Black Hawks   | Penticton (BCJHL)            |
| 197 | John Shumski     | Center      | USA        | St. Louis Blues       | RPI (ECAC)                   |
| 198 | Jim Uens         | Center      | CAN        | Calgary Flames        | Oshawa (OHL)                 |
| 199 | Stu Wenaas       | Védő        | CAN        | Pittsburgh Penguins   | Winnipeg Jets (WHL)          |
| 200 | Al Raymond       | Bal szélső  | CAN        | Vancouver Canucks     | Niagara Falls (OHL)          |
| 201 | Mike Savage      | Bal szélső  | CAN        | Winnipeg Jets         | Sudbury (OHL)                |
| 202 | Vincent Lukáč    | Jobb szélső | SVK        | Quebec Nordiques      | Jihlava (Csehszlovákia)      |
| 203 | Tom Allen        | Kapus       | USA        | Philadelphia Flyers   | Michigan Tech (CCHA)         |
| 204 | Bob Lowes        | Center      | CAN        | New York Rangers      | Prince Albert (SJHL)         |
| 205 | Mike Craig       | Kapus       | CAN        | Buffalo Sabres        | Billings (WHL)               |
| 206 | Arnold Kadlec    | Védő        | CZE        | Minnesota North Stars | Litvinov (Csehszlovákia)     |
| 207 | Tony Gilliard    | Bal szélső  | CAN        | New Jersey Devils     | Niagara Falls (OHL)          |
| 208 | Bob Emery        | Védő        | USA        | Montréal Canadiens    | Matignon Mass. H.S.          |
| 209 | Grant Dion       | Védő        | CAN        | Edmonton Oilers       | Cowichan Valley (BCJHL)      |
| 210 | Eric Faust       | Védő        | CAN        | New York Islanders    | Henry Carr (Ontario Jr. B)   |
|     |                  |             |            |                       |                              |

### Tizenegyedik kör
| #   | Játékos        | Poszt       | Nemzetiség | NHL-csapat            | Egyetem/junior/klub csapat      |
| --- | -------------- | ----------- | ---------- | --------------------- | ------------------------------- |
| 211 | Scott Fusco    | Center      | USA        | New Jersey Devils     | Harvard (ECAC)                  |
| 212 | Mike Stern     | Bal szélső  | CAN        | Detroit Red Wings     | Oshawa (OHL)                    |
| 213 | Tim Loven      | Védő        | USA        | Toronto Maple Leafs   | Red River North Dakota H.S.     |
| 214 | Martin Linse   | Center      | SWE        | Hartford Whalers      | Stockholm Sweden                |
| 215 | Wayne Prestage | Center      | CAN        | Washington Capitals   | Seattle (WHL)                   |
| 216 | Ray Shero      | Bal szélső  | USA        | Los Angeles Kings     | St. Lawrence (ECAC)             |
| 217 | Mike James     | Védő        | CAN        | Chicago Black Hawks   | Ottawa (OHL)                    |
| 218 | Brian Ahern    | Bal szélső  | USA        | St. Louis Blues       | Sibley Minnesota H.S.           |
| 219 | Rick Erdall    | Center      | USA        | Calgary Flames        | Minnesota (WCHA)                |
| 220 | Chris McCauley | Jobb szélső | CAN        | Pittsburgh Penguins   | London (OHL)                    |
| 221 | Steve Driscoll | Bal szélső  | CAN        | Vancouver Canucks     | Cornwall (OHL)                  |
| 222 | Bob Shaw       | Jobb szélső | CAN        | Winnipeg Jets         | Penticton (BCJHL)               |
| 223 | Andre Martin   | Védő        | CAN        | Quebec Nordiques      | Montréal Canadiens (QMJHL)      |
| 224 | Rick Gal       | Center      | CAN        | Philadelphia Flyers   | Lethbridge (WHL)                |
| 225 | Andy Otto      | Védő        | USA        | New York Rangers      | Northwood New York H.S.         |
| 226 | Jim Plankers   | Védő        | USA        | Buffalo Sabres        | Cloquet Minnesota H.S.          |
| 227 | Scott Knutson  | Center      | USA        | Minnesota North Stars | Warroad Minnesota H.S.          |
| 228 | Tommy Lehmann  | Center      | SWE        | Boston Bruins         | Stocksund Sweden                |
| 229 | Darren Acheson | Center      | CAN        | Montréal Canadiens    | Ft. Saskatchewan (AJHL)         |
| 230 | Chris Smith    | Kapus       | CAN        | Edmonton Oilers       | Regina (WHL)                    |
| 231 | Pat Goff       | Védő        | USA        | New York Islanders    | Roseville Ramsey Minnesota H.S. |
|     |                |             |            |                       |                                 |

### Tizenkettedik kör
| #   | Játékos         | Poszt       | Nemzetiség | NHL-csapat          | Egyetem/junior/klub csapat |
| --- | --------------- | ----------- | ---------- | ------------------- | -------------------------- |
| 232 | Dan Dorion      | Jobb szélső | USA        | New Jersey Devils   | Austin (USHL)              |
| 233 | Shaun Reagan    | Jobb szélső | CAN        | Detroit Red Wings   | Brantford (OHL)            |
| 234 | Jim Appleby     | Kapus       | CAN        | Toronto Maple Leafs | Winnipeg Jets (WHL)        |
| 235 | Randy Cameron   | Védő        | CAN        | Hartford Whalers    | Winnipeg Jets (WHL)        |
| 236 | Jon Holden      | Kapus       | CAN        | Washington Capitals | Peterborough (OHL)         |
| 237 | Mats Ulander    | Bal szélső  | SWE        | Los Angeles Kings   | Solna (Svédország)         |
| 238 | Bob Andrea      | Védő        | CAN        | Chicago Black Hawks | Dartmouth (MaJHL)          |
| 239 | Pete Smith      | Kapus       | USA        | St. Louis Blues     | Maine (ECAC)               |
| 240 | Dale Thompson   | Jobb szélső | CAN        | Calgary Flames      | Calgary (AJHL)             |
| 241 | Stan Bautch     | Kapus       | USA        | Pittsburgh Penguins | Hibbing Minnesota H.S.     |
| 242 | Shawn Green     | Jobb szélső | CAN        | Vancouver Canucks   | Victoria (WHL)             |
| 243 | Jan Ericson     | Bal szélső  | SWE        | Winnipeg Jets       | Solna (Svédország)         |
| 244 | Jozef Lukac     | Bal szélső  | TCH        | Quebec Nordiques    | Košice (Csehszlovákia)     |
| 245 | Mark Vichorek   | Védő        | USA        | Philadelphia Flyers | Sioux City (USHL)          |
| 246 | Dwayne Robinson | Védő        | CAN        | New York Rangers    | New Hampshire (ECAC)       |
| 247 | Marco Kallas    | Center      | USA        | Washington Capitals | St. Louis (U.S. Junior B)  |
| 248 | Jan Jasko       | Bal szélső  | SVK        | Quebec Nordiques    | Bratislava (Csehszlovákia) |
| 249 | Bruno Campese   | Kapus       | CAN        | Boston Bruins       | N. Michigan (CCHA)         |
| 250 | Bill Brauer     | Védő        | USA        | Montréal Canadiens  | Edina Minnesota H.S.       |
| 251 | Jeff Crawford   | Bal szélső  | CAN        | Edmonton Oilers     | Regina (WHL)               |
| 252 | Jim Koudys      | Védő        | CAN        | New York Islanders  | Sudbury (OHL)              |
|     |                 |             |            |                     |                            |